# Scopula abornata
Scopula abornata là một loài bướm đêm trong họ Geometridae.